# Arroio do Padre
Arroio do Padre là một đô thị thuộc bang Rio Grande do Sul, Brasil. Đô thị này có diện tích 124,321 km², dân số năm 2007 là 2734 người, mật độ 21,99 người/km².